# 8 juin en sport
8 mai 8 juillet
Chronologies thématiques
- Croisades
- Ferroviaires
- Disney

Le 8 juin (159e jour de l'année ou 160e en cas d'année bissextile) en sport.

## Événements

### XXesièclede1901à1950
- 1908 :
  - (Football) : troisième match en 48 heures à Vienne pour l'équipe d'Autriche de football qui explose 11-1 face aux Anglais.
- 1912 :
  - (Athlétisme) : Marc Wright porte le record du monde du saut à la perche à 4,02 m.
- 1913 :
  - (Football) : Montriond-Sports Lausanne remporte le Championnat de football de Suisse.
  - (Football) : à Stockholm, la Suède s'impose 9-0 contre la Norvège.
- 1947 :
  - (Sport automobile) : Grand Prix automobile de Suisse.

### XXesièclede1951à2000
- 1958 :
  - (Cyclisme sur route /Grand tour) : l'Italien Ercole Baldini remporte le Tour d'Italie.
  - (Football /Mondial) : à Norrköping, l'équipe de France commence la Coupe du monde de football 1958 en trombe en surclassant l'équipe du Paraguay, 7-3 dont trois buts de Just Fontaine.
- 1975 :
  - (Sport automobile /Formule 1) : Grand Prix automobile de Suède.
- 1983 :
  - (Hockey sur glace) : Repêchage de 1983 au Forum de Montréal.
- 1985 :
  - (Handball /Coupe de France féminine) : l'USM Gagny remporte la première édition de la Coupe de France féminine en s'imposant 23-14 en finale face à l'ASUL Vaulx-en-Velin.
- 1990 :
  - (Football) : ouverture de la XIVe Coupe du monde de football en Italie.
- 1997 :
  - (Cyclisme sur route /Grand tour) : l'Italien Ivan Gotti remporte le Tour d'Italie.

### XXIesiècle
- 2007
  - (Basket-ball) : à San Antonio, en finale des Playoffs NBA 2007, les San Antonio Spurs remportent la première manche les opposant aux Cleveland Cavaliers sur le score de 85 à 76. Chez les Spurs Tony Parker et Tim Duncan terminent la rencontre avec respectivement 27 et 24 points.
- 2008
  - (Formule 1) : Grand Prix du Canada.
  - (Natation) : à Tokyo, lors d'une réunion pré-olympique, le nageur japonais Kōsuke Kitajima porte le record du monde du 200 m brasse à 2 min 07 s 51.
  - (Tennis) : à Paris, l'espagnol Rafael Nadal remporte la finale des internationaux de France pour la quatrième fois d'affilée en dominant le suisse Roger Federer (6-1,6-3,6-0).
- 2013 :
  - (Tennis) : l'Américaine Serena Williams remporte le tournoi de Roland-Garros en s'imposant en finale contre la Russe Maria Sharapova, sur le score de 6/4 - 6/4, en 1 h 46 min de jeu. C'est son deuxième titre à Paris, onze ans après avoir battu sa sœur Venus en finale. Dans la finale du Double messieurs, victoire de la paire américaine Bob Bryan et Mike Bryan qui s'est imposée face aux Français Michaël Llodra et Nicolas Mahut 6-4, 4-6, 7-6.
  - (Basket-ball) : Nanterre est devenu champion de France de ProA de basket pour la première fois, grâce à sa victoire sur Strasbourg 83-77 lors du quatrième match de la finale, au Stade Pierre-de-Coubertin à Paris.
  - (Football féminin) : l'Olympique Lyonnais conclut sa saison en remportant la Coupe de France, face à Saint-Étienne 3-1, quelques semaines après avoir conquis le titre national.
- 2014 :
  - (Cyclisme sur route) : Chris Froome remporte aisément le contre-la-montre du Dauphiné.
  - (Football) : l'Équipe de France écrase l'équipe de Jamaïque 8-0 et fait le plein de confiance avant son départ pour le Brésil.
  - (Formule 1) : Daniel Ricciardo sur une Red Bull a profité des soucis mécaniques des deux Mercedes pour s'offrir son premier succès en F1 à Montréal en remportant le Grand Prix du Canada. Nico Rosberg (Mercedes) et Sebastian Vettel (Red Bull) complète le podium, Lewis Hamilton a abandonné.
  - (Tennis) : fin de la 113e édition des internationaux de France de tennis à Paris, et victoire de Rafael Nadal qui décroche son neuvième sacre à Roland-Garros en défaisant Novak Djokovic en finale, en quatre sets (3-6, 7-5, 6-2, 6-4). La Taïwanaise Su-Wei Hsieh et la Chinoise Peng Shuai remporte le double dames de Roland-Garros en dominant la paire italienne composée de Sara Errani et Roberta Vinci en deux sets 6-4, 6-1.
  - (Voile) : départ de la 45e édition de la Solitaire du Figaro à Deauville.
- 2015 :
  - (Escrime /Championnats d'Europe) : le sabreur hongrois Áron Szilágyi remporte l'or aux Championnats d'Europe d'escrime à Montreux en Suisse, en battant en finale l'Allemand Max Hartung 15 touches à 11. La fleurettiste italienne Elisa Di Francisca s'impose face à la Russe Larisa Korobeynikova 15 touches à 13.
- 2021 :
  - (Judo /Mondiaux) : sur la 3e journée des championnats du monde de judo, chez les femmes en -57kg, victoire de la Canadienne Jessica Klimkait et chez les hommes en -73kg, victoire du Géorgien Lasha Shavdatuashvili.
- 2025 :
  - (Tennis /Grand Chelem) : à l’issue d’une finale d’anthologie, la plus longue de l’histoire de Roland Garros, le tenant du titre Carlos Alcaraz renverse Jannik Sinner (4-6, 6-7, 6-4, 7-6, 7-6)[1].

## Naissances

### XIXesiècle
- 1876 :
  - Alexandre Tuffèri, athlète de saut franco-grec. Médaillé d'argent du triple-saut aux Jeux d'Athènes 1896. († 14 mars 1956).
- 1878 :
  - Yvonne Prévost, joueuse de tennis française. Médaillée d'argent du simple et du double mixte aux Jeux de Paris 1900. Victorieuse du tournoi de Roland Garros 1900. († 3 mars 1942).
- 1879 :
  - Ethel Thomson Larcombe, joueuse de tennis britannique. Victorieuse du Tournoi de Wimbledon 1912. († 11 août 1965).
- 1895 :
  - Santiago Bernabéu, footballeur puis dirigeant sportif espagnol. Président du Real Madrid de 1943 à 1978. († 2 juin 1978).

### XXesièclede1901à1950
- 1907 :
  - Georges Speicher, cycliste sur route français. Champion du monde de cyclisme sur route 1933. Vainqueur du Tour de France 1933 et de Paris-Roubaix 1936. († 24 janvier 1978).
- 1912 :
  - Roger Michelot, boxeur français. Champion olympique des -79,4 kg aux Jeux de Berlin 1936. († 19 mars 1993).
- 1917 :
  - Byron White, joueur de foot U.S. puis officier, avocat, juge et homme politique américain. († 15 avril 2002).
- 1919 :
  - Édouard Muller, cycliste sur route français. († 28 mai 1997).
- 1925 :
  - Eddie Gaedel, joueur de baseball américain. († 18 juin 1961).
- 1934 :
  - Annie Soisbault, joueuse de tennis puis pilote automobile française. († 18 septembre 2012).
- 1939 :
  - Herb Adderley, joueur de foot U.S. américain. († 30 octobre 2020).
- 1943 :
  - Willie Davenport, athlète de haies américain, Champion olympique du 110 m haies aux Jeux de Mexico 1968 et médaillé de bronze du 110 m haies aux Jeux de Montréal 1976. († 17 juin 2002).
- 1944 :
  - Mark Belanger, joueur de baseball américain. († 6 octobre 1998).
- 1945 :
  - Jean-Luc Van Den Heede, skipper français.
- 1949 :
  - Hildegard Falck, athlète de sprint et de demi-fond allemande. Championne olympique du 800 m et médaillée de bronze du relais 4 × 400 m aux Jeux olympiques de Munich 1972.
  - Michel Rousseau, nageur puis consultant TV français. Champion d'Europe de natation du 100 m nage libre et médaillé d'argent du relais 4 × 100 m 4 nages 1970.

### XXesièclede1951à2000
- 1954 :
  - Jochen Schümann, skipper est-allemand puis allemand. Champion olympique en finn aux Jeux de Montréal 1976, champion olympique en soling aux Jeux de Séoul 1988, champion olympique en soling aux Jeux d'Atlanta 1996 puis médaillé d'argent en soling aux Jeux de Sydney 2000.
- 1958 :
  - Jean-François Rault, cycliste sur route français. Vainqueur de Bordeaux-Paris 1988.
- 1959 :
  - Georges Vestris, basketteur français.
- 1962 :
  - Jean-Luc Nélias, navigateur français.
- 1964 :
  - Harry Butch Reynolds, athlète de sprint américain. Champion olympique du relais 4 × 400 m et médaillé d'argent sur 400 m aux Jeux de Séoul 1988. Champion du monde d'athlétisme du relais 4 × 400 m 1987, 1993 et 1995.
- 1971 :
  - Elena Bryukhovets, joueuse de tennis soviétique puis ukrainienne.
- 1972 :
  - Paula Chalmers, joueuse de rugby à XV écossaise. (72 sélections en équipe nationale).
- 1973 :
  - Bryant Reeves, basketteur américain.
- 1975 :
  - Bryan McCabe, hockeyeur sur glace canadien.
- 1976 :
  - Lindsay Davenport, joueuse de tennis américaine. Championne olympique en simple aux Jeux d'Atlanta 1996. Victorieuse de l'US Open 1998, du Tournoi de Wimbledon 1999, de l'Open d'Australie 2000, des Masters 1999, et des Fed Cup 1996, 1999 et 2000.
- 1979 :
  - Marc Leuenberger, hockeyeur sur glace suisse
- 1982 :
  - Mike Cammalleri, hockeyeur sur glace canadien. Champion du monde de hockey sur glace 2007.
  - Nadia Petrova, joueuse de tennis russe. Médaillée de bronze du double aux Jeux de Londres 2012. Victorieuse de la Fed Cup 2007.
- 1983 :
  - Kim Clijsters, joueuse de tennis belge. Victorieuse des US Open 2005, 2009 et 2010, de l'Open d'Australie 2011, des Masters 2002, 2003 et 2010, de la Fed Cup 2001.
  - Nizar Knioua, basketteur tunisien. Champion d'Afrique de basket-ball 2017. (60 sélections en équipe nationale).
- 1984 :
  - Javier Mascherano, footballeur argentino-italien. Champion olympique aux Jeux d'Athènes 2004 et aux Jeux de Pékin 2008. Vainqueur des Ligue des champions 2011 et 2015. (147 sélections avec l'équipe d'Argentine).
  - Maxi Pereira, footballeur uruguayen. Vainqueur de la Copa América 2011. (127 sélections en équipe nationale).
- 1985 :
  - Alexandre Despatie, plongeur canadien. Médaillé d'argent du tremplin à 3 m aux Jeux d'Athènes 2004 et aux Jeux de Pékin 2008. Champion du monde de plongeon au tremplin de 10 m 2003 puis Champion du monde du plongeon à 1 m et 3 m 2005.
  - José Joaquín Rojas, cycliste sur route espagnol.
  - Sofia Velikaïa, sabreuse russe. Médaillée d'argent en individuelle aux Jeux de Londres 2012. Championne du monde d'escrime du sabre par équipes 2004, 2010 et 2012, championne du monde d'escrime du sabre individuel ainsi que par équipes 2011 et 2015. Championne d'Europe d'escrime du sabre par équipes 2003, 2004, 2012 et 2014, championne d'Europe d'escrime du sabre individuel 2008 et 2016 puis championne d'Europe d'escrime du sabre individuel ainsi que par équipes 2006 et 2015.
- 1986 :
  - Ben Hermans, cycliste sur route belge.
- 1987 :
  - Coralie Balmy, nageuse française. Médaillée de bronze du relais 4 × 200 m aux Jeux de Londres 2012. Championne d'Europe de natation du relais 4 × 200 m 2008 et Championne d'Europe de natation du 400 m 2012.
  - Cyrielle Cotry, archère française. Championne du monde de tir à l'arc en salle par équipes 2007. Championne d'Europe de tir à l'arc par équipes 2012.
  - Siegfried Fisi'ihoi, joueur de rugby à XV tongien. (7 sélections en équipe nationale).
- 1988 :
  - Lisa Brennauer, cycliste sur route allemande. Championne du monde de cyclisme sur route du contre-la-montre par équipes 2013 et 2015 puis championne du monde de cyclisme sur route du contre-la-montre par équipes et en individuelle 2014.
  - Kamil Grosicki, footballeur polonais. (38 sélections en équipe nationale).
  - Sokrátis Papastathópoulos, footballeur grec. (85 sélections en équipe nationale).
- 1989 :
  - Timea Bacsinszky, joueuse de tennis suisse.
- 1990 :
  - Matej Pátak, volleyeur slovaque. (46 sélections en équipe nationale).
- 1991 :
  - Ahmed Khalil, footballeur émirati. (106 sélections en équipe nationale).
- 1994 :
  - Jonny Hill, joueur de rugby à XV anglais. Vainqueur de la Coupe d'Europe de rugby à XV 2020. (20 sélections en équipe nationale).
  - Laura Tarantola, rameuse française. Médaillée d'argent du deux de couple poids léger aux Jeux de Tokyo 2020. Championne du monde d'aviron du skiff poids léger 2018. Médaillée d'argent du skiff poids léger aux CE d'aviron 2018, du deux de couple poids légers 2019 et 2022 puis de bronze en 2023.
- 1995:
  - Ferland Mendy, footballeur français. Vainqueur des Ligues des champions 2022 et 2024. (10 sélections en équipe de France).
- 1997 :
  - Jeļena Ostapenko, joueuse de tennis lettone. Victorieuse du Tournoi de Roland Garros 2017.
- 1998 :
  - Jérémy Bellicaud, cycliste sur route français.
- 1999 :
  - Corentin Le Cam, joueur de rugby à XIII français. (3 sélections en équipe de France).
  - Anfernee Simons, basketteur américain.
  - Mete Gazoz, archer turc. Champion olympique en individuel aux Jeux de Tokyo 2020. Champion du monde de tir à l'arc en individuel 2023. Champion d'Europe de tir à l'arc en individuel 2024.
- 2000 :
  - Alejandro Cantero, footballeur espagnol.

### XXIesiècle
- 2003 :
  - Aaron Donnelly, footballeur nord-irlandais. (1 sélection en équipe nationale).
  - Igor Miladinović, footballeur serbe.
- 2004:
  - Ousmane Diao, footballeur sénégalais.
  - Omar Valencia, footballeur panaméen. (3 sélections en équipe nationale).
- 2005 :
  - Simon Daroque, joueur de rugby à XV français. Vainqueur du Tournoi des Six Nations des moins de 20 ans 2025.

## Décès

### XXesièclede1901à1950
- 1948 :
  - Sammy Carter, 70 ans, joueur de cricket australien. (28 sélections en test cricket). (° 15 mars 1878).

### XXesièclede1951à2000
- 1968 :
  - Ludovico Scarfiotti, 34 ans, pilote de F1 et de courses automobile d'endurance italien. Vainqueur d'un Grand Prix et des 24 heures du Mans 1963. (° 18 octobre 1933).
- 1976 :
  - Bob Feerick, 56 ans, basketteur puis entraîneur américain. (° 2 janvier 1920).
- 1982 :
  - Satchel Paige, 75 ans, joueur de baseball américain. (° 7 juillet 1906).
- 1989 :
  - Bibb Falk, 90 ans, joueur de baseball américain. (° 27 janvier 1899).
- 1993 :
  - Marcel Delhommeau, 80 ans, joueur de rugby à XV et à XIII français. (1 sélection avec l'équipe de France de rugby à XIII). (° 26 avril 1913).

### XXIesiècle
- 2004 :
  - Mack Jones, 65 ans, joueur de baseball américain. (° 6 novembre 1938).
- 2019 :
  - Justin Edinburgh, 49 ans, footballeur puis entraîneur anglais. (° 18 décembre 1969).
- 2022 :
  - Julio Jiménez, 87 ans, cycliste sur route espagnol. (° 28 octobre 1934).